# Polymesoda caroliniana
Polymesoda caroliniana är en musselart som först beskrevs av Bosc 1801.  Polymesoda caroliniana ingår i släktet Polymesoda och familjen Corbiculidae. Inga underarter finns listade i Catalogue of Life.